# Aline Hochscheid
Aline Hochscheid (Hilden, 29 novembre 1976) è un'attrice tedesca, attiva prevalentemente in campo televisivo.
Complessivamente, ha partecipato - a partire dalla metà degli anni novanta - ad oltre una ventina di differenti produzioni.
Tra i suoi ruoli più noti, figurano quelli di Jaqueline "Jackie" Lamers nella soap opera Verbotene Liebe (1995-2005), quello di Vera Martens nella serie televisiva Il medico di campagna (Der Landarzt, 2003-2005) e quello di Alex Johannson nella serie televisiva Guardia costiera (Küstenwache, 2006-2009).

## Biografia

### Vita privata
Aline Hochscheid vive tra Düsseldorf e Berlino.

## Filmografia

### Cinema
- Freitagnacht (2002)
- Quellen des Lebens (2013)

### Televisione
- Verbotene Liebe - soap opera, 298 episodi (1995-2005)
- St. Angela - serie TV, 1 episodio (2000)
- Herzschlag - Das Ärzteteam Nord - serie TV, 51 episodi (2000-2002)
- Zwei Profis - serie TV (2002) - Doreen Wille
- Schloßhotel Orth - serie TV, 1 episodio (2002)
- Lolle - serie TV, 5 episodi (2002)
- Der Solist - Kuriertag - film TV (2003)
- Il medico di campagna (Der Landarzt) - serie TV, 25 episodi (2003-2005)
- SOKO Wismar - serie TV, 1 episodio (2004)
- Marga Engel gibt nicht auf - film TV (2004)
- Verschollen - serie TV, episodi vari (2004-2005)
- Halt durch, Paul! - serie TV (2004)
- Familie Dr. Kleist - serie TV, 6 episodi (2004-2011)
- Wolff, un poliziotto a Berlino - serie TV, 1 episodio (2005)
- Wir Weltmeister - Ein Fußball-Märchen - film TV (2006)
- Guardia costiera (Küstenwache) - serie TV, 66 episodi (2006-2009)
- Squadra Speciale Cobra 11 (Alarm für Cobra 11 - Die Autobahnpolizei) - serie TV, 1 episodio (2007)
- Squadra Speciale Colonia (SOKO Köln) - serie TV, 1 episodio (2007)
- Adelheid und ihre Mörder - serie TV, 5 episodi (2007)
- Il nostro amico Charly (Unser Charly) - serie TV, 5 episodi (2008)
- Countdown (Countdown - Die Jagd beginnt) - serie TV, 1 episodio (2010) -
- Squadra Speciale Colonia (SOKO Köln) - serie TV, 1 episodio (2010)
- Der Bergdoktor - serie TV, 1 episodio (2010)
- Lösegeld - film TV (2012)
- Inga Lindström - Il vero amore (Inga Lindström - Die Sache mit der Liebe) - film TV (2012)
- Herzensbrecher - serie TV, 1 episodio (2013)
- Katie Fforde - Das Meer in dir - film TV (2014)

## Doppiatrici italiane
- In Guardia costiera, Aline Hochscheid è doppiata da Tatiana Dessi[9][10]